# Loch Drunkie
Il Loch Drunkie o (in gaelico, Loch Drongaidh) è un lago d'acqua dolce della Scozia. Fa parte del Parco nazionale Loch Lomond e Trossachs.

## Geografia

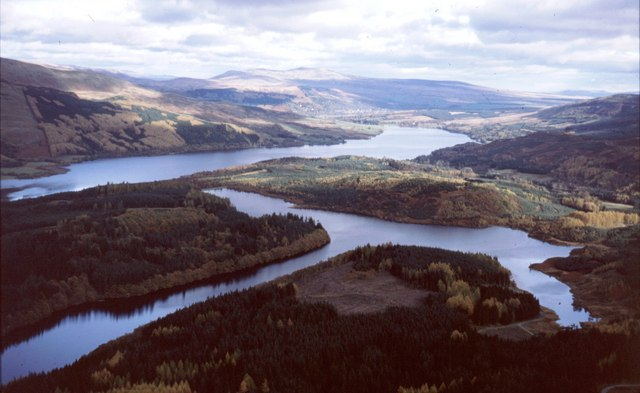
Vista dall'alto; sullo sfondo il Loch Venachar

Il lago si trova a 126,7 m s.l.m. di quota; misura 1,6 chilometri (0,99 mi) di lunghezza, 0,4 chilometri (0,25 mi). La sua superficie è di 55,8 ha e la profondità massima di 30 metri. È situato nell'area di consiglio di Stirling, a sud-ovest del Loch Venachar.
Una piccola diga innalza l'originario livello del lago in modo che le sue acque possano servire come riserva per compensare eventuali carenze idriche del sistema Loch Katrine/Loch Venachar, che alimenta l'acquedotto di Glasgow.

## Escursionismo

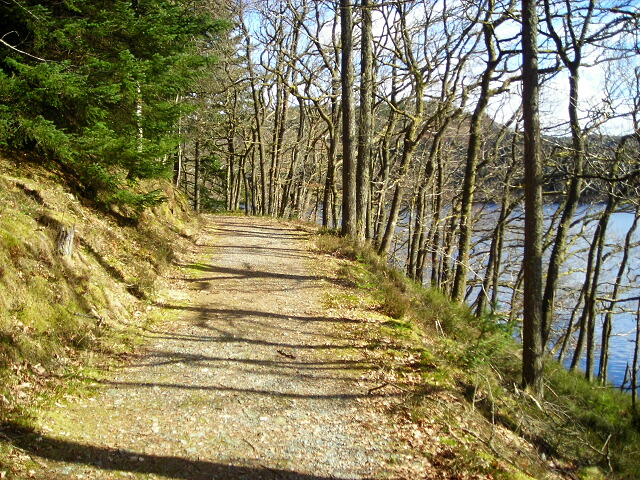
Pista forestale in riva al lago

Il lago, pittoresco dalla forma irregolare e dalla posizione chiusa da ogni lato da colline, è di accesso relativamente difficile (non è infatti servito da strade asfaltate) e viene visitato piuttosto di rado. Alcuni itinerari pedonali o per mountain bike, gestiti dal Parco nazionale Loch Lomond e Trossachs, lo collegano agli altri laghi della zona.

## Pesca
Il lago è noto fin dell'ottocento per la presenza di grossi lucci e trote. La stagione di pesca dura oggi da metà marzo all'inizio di ottobre.